# Menura alberti
Menura alberti là một loài chim trong họ Menuridae.
Loài này là loài đặc hữu các rừng mưa cận nhiệt đới của Úc, trong một khu vực nhỏ ở biên giới bang giữa New South Wales và Queensland.